# Waldo (Oregon)
Waldo (korábban Sailor’s Diggings) az Amerikai Egyesült Államok északnyugati részén, Oregon állam Josephine megyéjében elhelyezkedő kísértetváros, a megye első székhelye.
Névadója William Waldo, a Whig Párt 1853-as kaliforniai kormányzójelöltje. Waldo azt hitte, hogy a település Kaliforniában van, így itt is kampányolt megválasztásáért.
A posta 1856 és 1928 között működött.

## Fordítás
- Ez a szócikk részben vagy egészben  a   Waldo, Oregon című angol Wikipédia-szócikk ezen változatának fordításán alapul.  Az eredeti cikk szerkesztőit annak laptörténete sorolja fel. Ez a jelzés csupán a megfogalmazás eredetét és a szerzői jogokat jelzi, nem szolgál a cikkben szereplő információk forrásmegjelöléseként.